# Lampa (ort)
Lampa är en ort i Chile.   Den ligger i kommunen Lampa i provinsen Provincia de Chacabuco och regionen Región Metropolitana de Santiago, i den mellersta delen av landet, 28 km nordväst om huvudstaden Santiago de Chile. Lampa ligger 498 meter över havet och antalet invånare är 29 250.
Terrängen runt Lampa är varierad. Det finns inga andra samhällen i närheten. 
Trakten runt Lampa består till största delen av jordbruksmark. Runt Lampa är det mycket tätbefolkat, med 3 134 invånare per kvadratkilometer.